# Nömrög, Zavkhan
Nömrög (tiếng Mông Cổ: Нөмрөг) là một sum của tỉnh Zavkhan ở miền tây Mông Cổ. Vào năm 2005, dân số của sum là 1.848 người.

## Địa lý
Sum có diện tích khoảng 3.300 km2. Trung tâm sum, Khodorgo, nằm cách tỉnh lỵ Uliastai 150 km và thủ đô Ulaanbaatar 960 km.

### Khí hậu
Nömrög có khí hậu lục địa. Nhiệt độ trung bình hàng năm ở khu vực này là -2 °C. Tháng ấm nhất là tháng 6, khi nhiệt độ trung bình là 21 °C và lạnh nhất là tháng 1, với -26 °C. Lượng mưa trung bình hàng năm là 442 mm. Tháng ẩm ướt nhất là tháng 6, với lượng mưa trung bình là 88 mm, và khô nhất là tháng 2, với 4 mm.

## Kinh tế
Sum có một trường học, bệnh viện và khu dịch vụ.